# Jens Waschke
Jens Waschke (* 2. Dezember 1974 in Bayreuth) ist ein deutscher Anatom, Lehrbuchautor und Professor für vegetative Anatomie an der LMU München. Waschke ist außerdem Krimiautor.

## Leben und Wirken
Waschke studierte Humanmedizin an der Universität Würzburg und promovierte dort im Jahr 2000 bei Detlev Drenckhahn. 2002 wurde er als Arzt approbiert. Von 2002 bis 2008 war er Assistent am Institut für Anatomie und Zellbiologie der Universität Würzburg. Seit 2005 ist er Fachanatom der Anatomischen Gesellschaft. Nach der Habilitation für Anatomie und Zellbiologie 2007 wurde er 2008 an der Universität Würzburg auf einen Lehrstuhl für Anatomie und Zellbiologie berufen. 2011 erlangte Waschke den Facharzttitel für Anatomie. Im selben Jahr übernahm er den Lehrstuhl für vegetative Anatomie an der LMU München.
Jens Waschke forscht im Bereich der Zellbiologie an der Regulation der Endothelbarriere und in der Permeabilitätsphysiologie über die Permeabilität von Blutgefäßen.
Waschke ist einer der beiden Herausgeber des Sobotta Anatomieatlasses sowie weiterer Lehrbücher der Anatomie.

## Auszeichnungen
- Albert-Koelliker-Lehrpreis der Medizinischen Fakultät der Universität Würzburg (2005)
- Wolfgang-Bargmann-Preis der Anatomischen Gesellschaft (2006)

## Werke
- mit Detlev Drenckhahn (Hrsg.): Taschenbuch Anatomie. Elsevier, München 2008, ISBN 978-3-437-41194-6.
- mit Friedrich Paulsen: Sobotta, Atlas der Anatomie des Menschen. Elsevier, München 2010, ISBN 978-3-437-44070-0.
- mit Tobias Böckers, Friedrich Paulsen (Hrsg.): Sobotta Lehrbuch Anatomie. Urban & Fischer, München (1. Auflage 2015, 2. Auflage 2019, ISBN 978-3-437-44081-6).
- mit Angelika Dietrich: Mensch – einfach genial: Die Anatomie zwischen Locke und Socke. Elsevier, München 2020, ISBN 978-3-437-41482-4.
- Einbein. Krimi. Quowadis, Ottenhöfen 2021, ISBN 978-3-9823081-0-4.
- Waidmannsheil, Lehmanns Media, Köln 2023, ISBN 978-3-96543-426-4.